# قول می‌دهم (فیلم)
قول می‌دهم (به هندی: Vaada Raha) یا وعده می‌دهم فیلمی محصول سال ۲۰۰۹ و به کارگردانی سمیر کارنیک است. در این فیلم بازیگرانی همچون بابی دئول، کانگانا رانوت، دوی یاداو، آتول آگنیهوتری، موهنیش باهل، شارات ساکسنا ایفای نقش کرده‌اند.